# Lingua russa in Ucraina

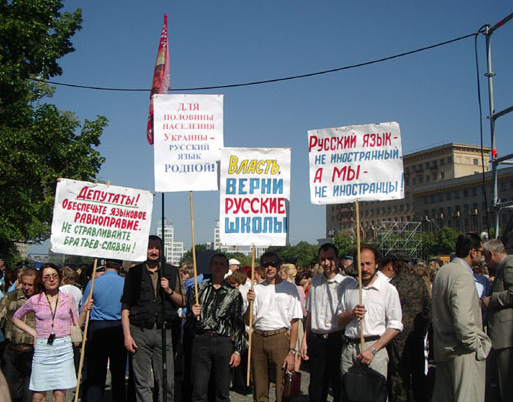
Manifestazione di attivisti in favore dall'adozione della lingua russa a Charkiv

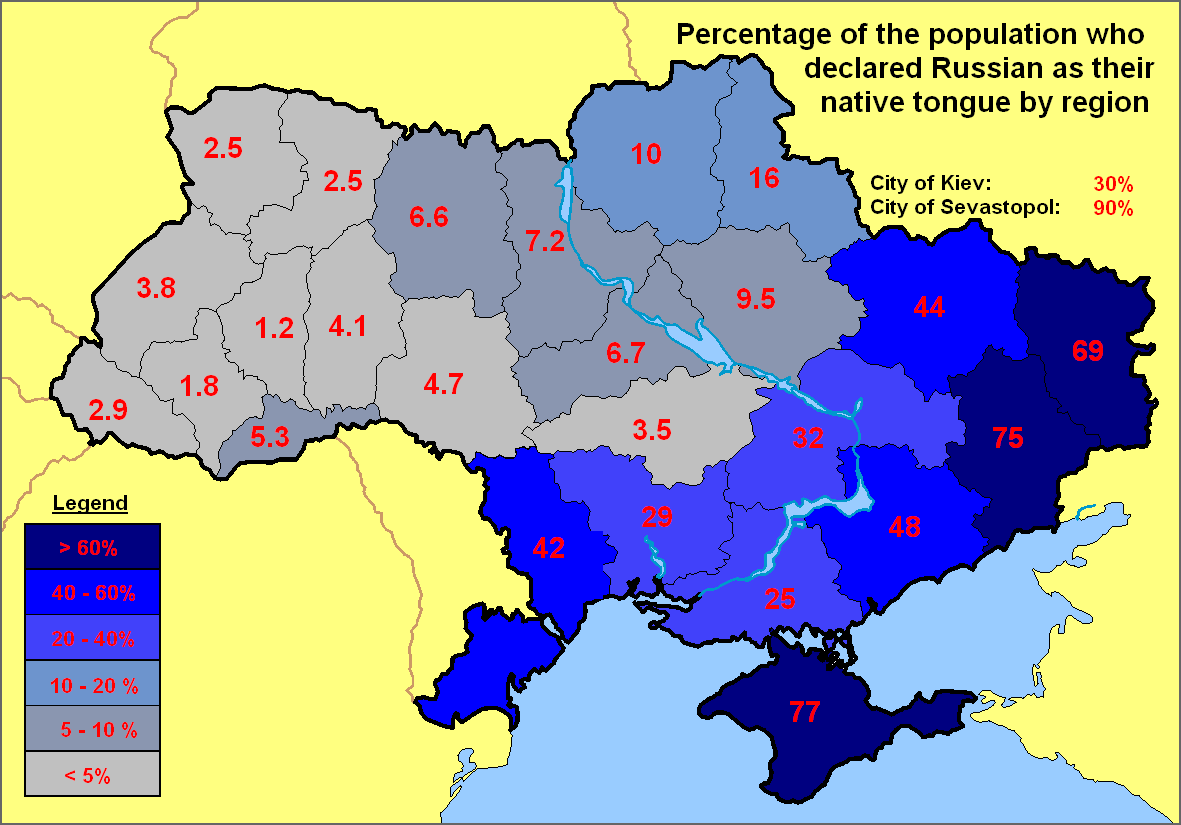
Percentuale delle persone di madrelingua russa secondo il censimento del 2001 (nelle regioni)

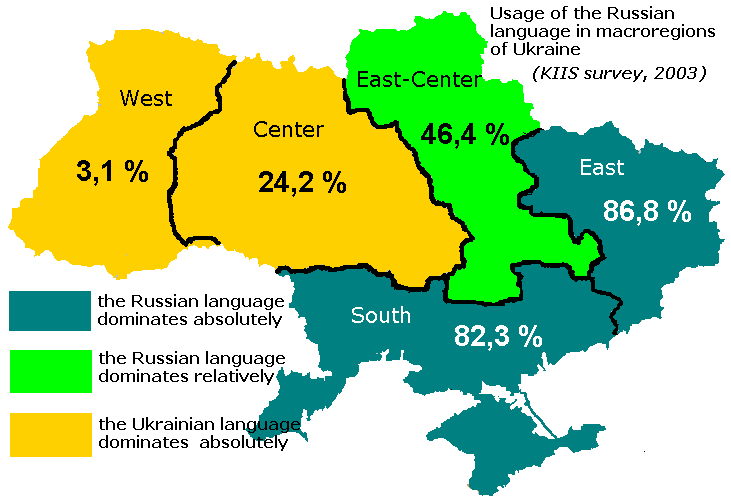
Percentuale delle persone che preferiscono usare la lingua russa secondo il sondaggio del 2004 (nelle macroregioni).

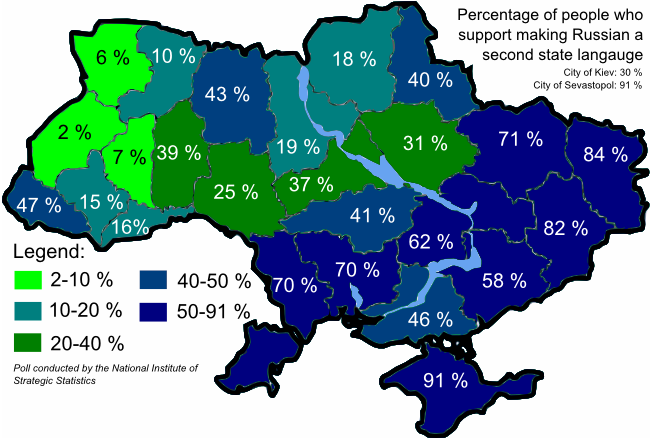
Sostegno alla lingua russa come seconda lingua ufficiale dello Stato ucraino (nelle regioni, secondo l’indagine del 2005 dell’Istituto Nazionale della Ricerca Strategica).

Il russo è la prima lingua più comune nelle regioni ucraine del Donbass e della Crimea e la lingua predominante nelle grandi città dell'est e del sud del paese. L'uso e lo status della lingua russa sono oggetto di controversie politiche; dal 2019 l'ucraino è l'unica lingua ufficiale del paese. A ogni modo, la lingua russa e la libertà di parlarla sono tutelate dall’art. 10 della Costituzione dell'Ucraina.
{Офіційне тлумачення частини першої статті 10 див. в Рішенні Конституційного Суду № 10-рп/99 від 14.12.99}
Держава забезпечує всебічний розвиток і функціонування української мови в усіх сферах суспільного життя на всій території України.
В Україні гарантується вільний розвиток, використання і захист російської, інших мов національних меншин України.
Держава сприяє вивченню мов міжнародного спілкування.
{Per l'interpretazione ufficiale della prima parte dell'articolo 10, si veda la decisione della Corte costituzionale n. 10-rp/99 del 14.12.99.}
Lo Stato assicura lo sviluppo e il funzionamento della lingua ucraina in tutte le sfere della vita pubblica in Ucraina.
L'Ucraina garantisce il libero sviluppo, l'uso e la protezione del russo e delle altre lingue delle minoranze nazionali dell'Ucraina.
Lo Stato promuove lo studio delle lingue di comunicazione internazionale.
L'uso delle lingue in Ucraina è garantito dalla Costituzione dell'Ucraina e stabilito dalla legge.»

## Distribuzione

### Censimento del 2001
Secondo i dati del censimento del 2001, in Ucraina il russo era la lingua madre di 14 273 000 cittadini ucraini (il 29,3% della popolazione totale) e l'etnia russa rappresentava il 56% della popolazione totale di lingua madre russa, mentre il 44% rimanente era composto da ucraini (5 545 000), bielorussi (172 000), ebrei (86 000), greci (81 000), bulgari (62 000), moldavi (46 000), armeni (43 000), tatari (43 000), polacchi (22 000), tedeschi (21 000) e tatari di Crimea (15 000).
Conseguentemente, la popolazione di lingua russa in Ucraina forma la più grande comunità linguistica europea che non ha uno status ufficiale per la propria lingua. Inoltre, la popolazione di lingua russa in Ucraina costituisce la più grande comunità linguistica russa al di fuori della Federazione Russa.

### Sondaggi
Secondo i sondaggi, il russo viene usato molto più spesso di quanto dica il censimento ufficiale. Un'indagine svolta dall'Istituto Internazionale di Sociologia di Kiev nel 2004 ha rilevato che il 43-46% della popolazione parla russo in casa (la stessa percentuale della popolazione che parla ucraino, o poco di più). Secondo l'indagine, il russo è parlato dalla maggior parte della popolazione nelle regioni meridionali ed orientali dell'Ucraina:
- Repubblica Autonoma di Crimea: 97%;
- Oblast' di Dnipropetrovs'k: 72%;
- Oblast' di Donec'k: 93%;
- Oblast' di Zaporižžja: 81%;
- Oblast' di Luhans'k: 89%;
- Oblast' di Mykolaïv: 66%;
- Oblast' di Odessa: 85%;
- Oblast' di Charkiv: 74%.

Il russo domina la comunicazione informale nella capitale del Paese, Kiev (51%). Anche nel centro e nell'ovest dell'Ucraina esiste una minoranza notevole (4-5% della popolazione totale) che parla russo.
Alcuni fatti recenti hanno fatto percepire alla popolazione russofona l'intenzione deliberata del Governo ucraino di attuare una politica di "ucrainizzazione": dal 1991, il numero delle scuole in cui viene insegnato il russo si è sistematicamente ridotto, fino ad arrivare al divieto totale di insegnamento della lingua dal settembre 2020. Sono state inoltre bloccate diverse trasmissioni della televisione russa e si è deciso di doppiare i programmi russi sui canali ucraini invece di sottotitolarli.
Nel 2006 il consiglio municipale della città di Charkiv per primo ha dichiarato il russo lingua ufficiale a livello comunale. Successivamente quasi tutte le regioni meridionali ed orientali dell'Ucraina hanno fatto lo stesso. Nonostante l'appello del presidente Viktor Juščenko, solo poche giurisdizioni hanno revocato queste decisioni.

## Politica linguistica in Ucraina
Una legge del 2012, denominata legge "Sui principi della politica linguistica di Stato", ha conferito lo status di lingua regionale al russo e ad altre lingue minoritarie, mentre l'ucraino è rimasta l'unica lingua ufficiale a livello nazionale. La legge ha consentito l'uso delle lingue minoritarie nei tribunali, nelle scuole e in altre istituzioni governative nelle aree dell'Ucraina in cui le minoranze nazionali superano il 10% della popolazione.
Subito dopo la rivoluzione ucraina del 2014, il 23 febbraio 2014 il parlamento ha votato per abrogare la legge. A questa decisione è stato posto il veto dal presidente ad interim Oleksandr Turčynov, che ha invece ordinato la stesura di una nuova legge per "accogliere gli interessi sia dell'Ucraina orientale che occidentale e di tutti i gruppi etnici e delle minoranze". Tuttavia, nell'ottobre 2014 la Corte costituzionale dell'Ucraina ha riesaminato la costituzionalità della legge dichiarandola incostituzionale il 28 febbraio 2018.
Unian ha riferito che "nel settembre 2018 è stato introdotto nell'Oblast' di Leopoli un divieto all'uso di prodotti culturali, in particolare film, libri, canzoni, ecc., in lingua russa". I critici hanno definito la legge mal definita, illegale e incostituzionale e un ricorso in tribunale del gennaio 2019 del Chuhuiv Human Rights Group è stato respinto per motivi tecnici a maggio e potrebbe portare a un ricorso dinanzi alla Corte europea dei diritti umani.
Nell'aprile 2019 il parlamento ucraino ha votato una nuova legge, "Sulla disposizione del funzionamento della lingua ucraina come lingua di Stato", entrata in vigore il 16 giugno 2019, che rende obbligatorio l'uso dell'ucraino in determinati contesti, quali l'istruzione prescolare, scolastica e universitaria, o le campagne elettorali.. Il 21 giugno 2019 la Corte costituzionale ha ricevuto una petizione da 51 membri del parlamento ucraino che richiedeva il controllo di costituzionalità della legge. Il 14 luglio 2021 la Corte Costituzionale ha dichiarato costituzionale la legge.
Il ministro degli esteri ungherese Péter Szijjártó ha affermato che la legge è "inaccettabile". La Russia ha chiesto al presidente del Consiglio di sicurezza delle Nazioni Unite di convocare una riunione sull'adozione della legge da parte del parlamento ucraino.